# Elizabeth Herriott
Pour les articles homonymes, voir Herriott.
Elizabeth Maude Herriott (1882 - 13 mars 1936) est une botaniste et universitaire néo-zélandaise. Elle est la première femme nommée à titre permanent comme enseignante du Canterbury College, aujourd'hui université de Canterbury.

## Biographie
Elizabeth Herriott naît dans la région de Canterbury en 1882., fille de David et Elizabeth Susannah Herriott. Elle fait ses études secondaires à la Christchurch East School et la Christchurch Girls' High School, où elle est préfète en chef en 1899. Elle obtient une bourse universitaire et s'inscrit au Canterbury College où elle étudie la botanique et la chimie de 1900 à 1905. Elle obtient une licence en 1904 et une maîtrise en 1905. Ses recherches de maîtrise portent sur l'anatomie des feuilles des espèces des îles subantarctiques et portent sur l'étude de plantes rapportées d'une expédition en 1903 par Leonard Cockayne.
Après avoir obtenu son diplôme, elle enseigne à l'école de filles de Rangi Ruru, puis au lycée du district de Kaikoura.
Elizabeth Herriott est nommée maître assistante au département de biologie du Canterbury College en 1916 puis promue comme maître de conférences en 1928, fonction qu'elle occupe jusqu'à sa retraite en 1934.

## Activités scientifiques
Elle s'intéressait particulièrement aux adaptations anatomiques des plantes pour mieux survivre dans des environnements difficiles. Ses travaux publiés comprennent des articles sur les crustacés d'eau douce, des biographies des premiers botanistes Joseph et John Armstrong et la morphologie de l'algue Durvillaea (qu'elle présente à l'Institut philosophique de Canterbury en 1921,. Son œuvre la plus importante est son étude du développement de la flore dans la zone de l'ouest de Christchurch occupée par Hagley Park (qu'elle présente au premier congrès scientifique de Nouvelle-Zélande en 1919). Dans cette étude, elle compare les relevés de la vie végétale de la région en 1864 avec des observations ultérieures. Elle a notamment noté l'impact de l'aménagement du territoire, comme le drainage d'un marais en 1897 pour créer le lac Victoria, l'introduction de plantes non indigènes par le biais de plantations cérémonielles par des dignitaires en visite et l'érection et la destruction de bâtiments pour l'Exposition internationale de 1906.

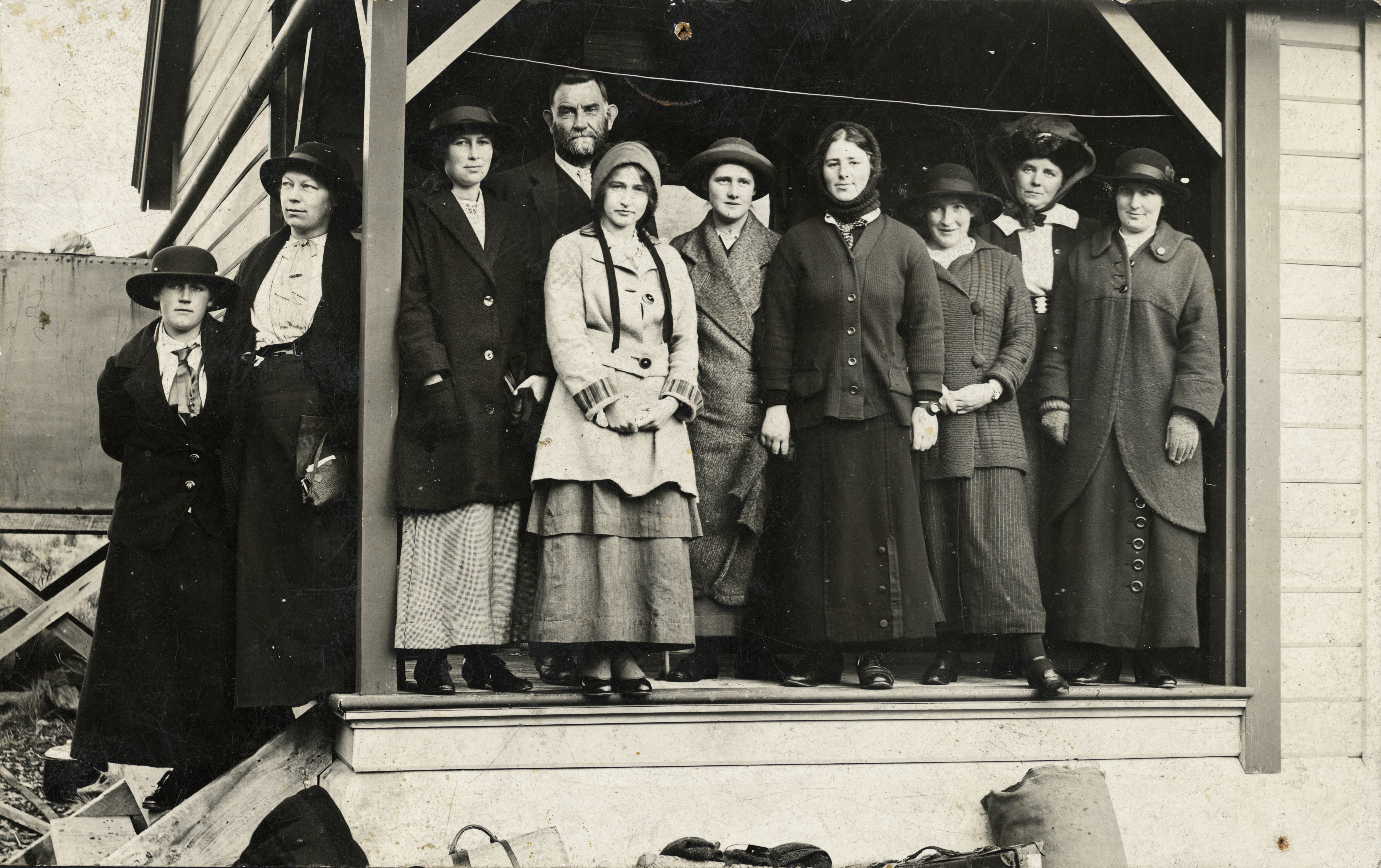
Photo de groupe à la station Field Cass en 1920.

De 1921 à 1927, elle est l'assistante administrative de Charles Chilton, président du département de biologie, lorsque celui-ci est nommé recteur du Canterbury College.
Herriott est membre de l'Institut philosophique de Canterbury, une société savante créée en 1862 ; en 1919, elle est élue membre de son conseil et, dans les années 1920, elle en a été la bibliothécaire bénévole,.
Elle est membre de l'assemblée des Frères de Worcester Street et tient des réunions de prière de l'union évangélique dans son bureau universitaire.
Herriott meurt à son domicile de St Andrews Square, dans la banlieue de Christchurch à Strowan le 13 mars 1936.

## Hommages
En 2017, Herriott a été sélectionnée comme l'une des « 150 femmes en 150 mots » de la Société royale Te Apārangi, une initiative qui met en valeur les contributions des femmes à la connaissance en Nouvelle-Zélande.

## Publications
- On the Leaf-structure of some Plants from the Southern Islands of New Zealand.
- Notes on the Occurrence and Habits of the Fresh-water Crustacean Lepidurus viridis Baird.
- A History of Hagley Park, Christchurch, with Special Reference to its Botany.
- Some Morphological Notes on the New Zealand Giant Kelp, Durvillea antarctica (Chamisso).